# Gianluca Brambilla
Gianluca Brambilla (Bellano, 22 de agosto de 1987) es un ciclista profesional italiano que compite con el equipo Q36.5 Pro Cycling Team. Ha conseguido victorias de etapa tanto en el Giro de Italia como en la Vuelta a España.

## Biografía
Debutó como profesional con el equipo Colnago-CSF Inox en 2010 y en 2013 llegó al ciclismo de primera categoría al fichar por el Omega Pharma-Quick Step Cycling Team, pero con la denominación de Etixx-Quick Step. 
El 8 de septiembre de 2014 se vio involucrado en un incidente con el ruso Ivan Rovny del equipo (Tinkoff-Saxo) y fue  expulsado por el jurado técnico de la Vuelta a España 2014 en la ascensión a La Farrapona, en la decimosexta etapa, tras haberse peleado.
El 14 de mayo de 2016 ganó la 8.ª etapa del Giro de Italia al llegar escapado del pelotón donde estaba el líder Tom Dumoulin, con lo que consiguió además ponerse el 1.º en la clasificación general provisional y vestir la maglia rosa. Ese mismo año, consiguió una etapa de la Vuelta a España, al vencer en la estación de esquí de Aramón Formigal.

## Palmarés
2008
- Gran Premio Palio del Recioto

2009
- Giro del Friuli Venezia Giulia

2010
- G.P. Nobili Rubinetterie-Coppa Papà Carlo

2016
- 1 trofeo de la Challenge Ciclista a Mallorca (Trofeo Pollensa-Puerto de Andrach)
- 1 etapa del Giro de Italia
- 2.º en el Campeonato de Italia en Ruta
- 1 etapa de la Vuelta a España

2021
- Tour de los Alpes Marítimos y de Var, más 1 etapa

## Resultados en Grandes Vueltas y Campeonatos del Mundo
| Carrera         | Carrera         | 2010 | 2011 | 2012 | 2013  | 2014 | 2015 | 2016 | 2017 | 2018 | 2019 | 2020 | 2021 | 2022 | 2023 | 2024 |
| --------------- | --------------- | ---- | ---- | ---- | ----- | ---- | ---- | ---- | ---- | ---- | ---- | ---- | ---- | ---- | ---- | ---- |
|                 | Giro de Italia  | —    | 95.º | 13.º | 105.º | 29.º | —    | 22.º | —    | 18.º | 49.º | Ab.  | Ab.  | —    | —    | —    |
|                 | Tour de Francia | —    | —    | —    | —     | —    | —    | —    | 53.º | —    | —    | —    | —    | —    | —    | —    |
|                 | Vuelta a España | —    | —    | —    | —     | Ex.  | 13.º | 23.º | —    | 16.º | 42.º | —    | 22.º | —    | —    | —    |
| Mundial en Ruta | Mundial en Ruta | —    | —    | —    | —     | —    | —    | —    | —    | 75.º | —    | Ab.  | —    | —    | —    | —    |

—: no participa

Ab.: abandono

Ex.: expulsado

## Equipos
- Colnago-CSF Inox (2010-2012)
- Omega Pharma/Etixx (2013-2017)
  - Omega Pharma-Quick Step Cycling Team (2013-2014)
  - Etixx-Quick Step (2015-2016)
  - Quick-Step Floors (2017)
- Trek-Segafredo (2018-2022)
- Q36.5 Pro Cycling Team (2023-)